# Cantón Pallatanga
Pallatanga es un cantón de la provincia de Chimborazo en el Ecuador. Se ubica a más o menos 2 hora y 30 minutos de la capital de la provincia, Riobamba, y a 4 horas y 30 minutos desde Guayaquil. El Cantón Pallatanga se cantonizó el 13 de mayo de 1986 y se encuentra ubicado al sur occidente de la provincia de Chimborazo, a 1285 m s. n. m., limita al norte con el cantón Colta, al sur con Cumandá, al este con Guamote y Alausí y al oeste con la provincia de Bolívar. Tiene una extensión de 270 km², en el cual viven 12.000 habitantes, lo que nos da una densidad poblacional de 44,44 habitantes por km².
Existe población de origen indígena, provenientes de otros cantones, especialmente Colta y Guamote; antaño era cuna de la nobleza de Chimborazo. Actualmente su alcalde es Enrique Granizo, elegido en el año 2021. 
Se sitúa en una altitud que varía de 1.200 hasta 1.462 m s. n. m. al suroeste de la provincia. 
Por su ubicación geográfica tiene un clima agradable con una temperatura promedio de 20 °C, que la ha convertido en un punto de atracción turística, donde existen fincas vacacionales que permiten disfrutar de la belleza de sus paisajes, así como también se constituye en uno los principales productores agrícolas de la provincia. Sus principales productos son papas, fréjol, tomate, maíz y frutas menores como frutilla. 
Esta parte de la provincia se celebran las fiestas de San Miguel y La Virgen de La Merced, en las que se nota que es un lugar acogedor; tienen restaurantes y residenciales para el turista. Esta zona constituye una de las más grandes productoras agrícolas de la provincia de Chimborazo.
El Cantón Pallatanga no cuenta con parroquias rurales por lo que se considera solamente a la matriz como su única parroquia.

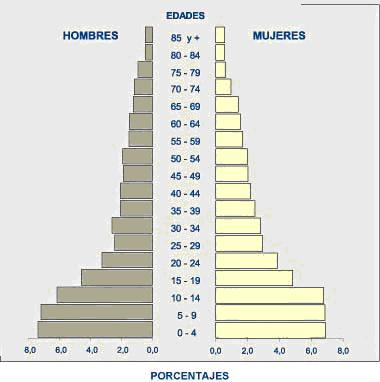
Pirámide de la población de Pallatanga (2001).

## Características demográficas
De acuerdo con el Sistema Integrado de Indicadores Sociales del Ecuador, SIISE, la pobreza por necesidades básicas insatisfechas, alcanza el 80,61% de la población total del cantón, y la extrema pobreza alcanza al 48,54% de la población.
De acuerdo con los datos presentados por el Instituto Ecuatoriano de Estadísticas y Censos (INEC), del último Censo de Población y Vivienda, realizado en el país (2001), el Cantón Pallatanga presenta una base piramidal ancha, a expensas de la población escolar y adolescente, con un porcentaje algo menor de niños que se encuentran entre los 0 y 4 años, lo cual se explicaría por la migración existente desde este cantón a diversos lugares de la provincia y el país. La tasa de crecimiento anual de la población para el período 1990-2001, fue de 1,2%.
De los 10.800 habitantes la población femenina alcanza el 50,9%, mientras que la masculina, el 49,1%. 
El analfabetismo en mujeres se presenta en 25,04%, mientras que en varones: 15,01%.
La cobertura en servicios básicos es la siguiente:
- Tienen acceso a la red de alcantarillado, el 31% de las viviendas.
- Cuentan con servicio higiénico exclusivo, el 39,31% de los hogares.
- Agua entubada por red pública dentro de la vivienda: 21%.
- Energía Eléctrica 86,25%.
- Servicio telefónico 8,76%.
- Servicio de recolección de basuras: 31,4% de las viviendas.

En general el Déficit de servicios básicos es de 82,43%

## Atractivos turísticos
- La cascada del Pailon del diablo. Se halla a 13 km de la cabecera cantonal, recorriendo la carretera Panamericana. Esta cascada toma el nombre a causa de un mineral que le confiere esta tonalidad. Está compuesta de dos saltos, el primero de 2,5 m y el segundo de 13 m de altura.
- Caídas de agua en el sector Chazazal. Las dos cascadas pueden ser visitadas en el precurso de un sendero turístico.
- Cascada de Huaro (la del Fantasma) una espectacular caída de agua del río Coco, en forma de tubería esculpida en la roca.
- Cascada de san Jorge, de ochenta metros de caída.
- Cascada de la quebrada «Salsipuedes», a pocos kilómetros del puente Cornelio Dávalos
- Bosque nublado con una variedad de orquídeas.
- Caída de agua en las Rosas, de unos treinta metros del Río Maguazo.
- Cascada de San Rafael, por el camino antiguo a Riobamba, la cascada de la Soledad en medio de bosque virgen.
- Las caídas de agua de Jaluví, son terribles muy misteriosos el agua corre a 28,2 km
- Los páramos de Bushcut, Panza, las motrañas o bosques nublado primario. Su ríos de agua pura y cristalina como el río Coco, Hutzitzi, Multitud, Panza, Jiménez, Palma, Chimbo, Pangor, Mahuazo.

## Fútbol
River Plate de Riobamba
| Riobamba
| Chimborazo 
| Estudiantes de Pallatanga

### Recintos aledaños al cantón
Los recintos aledaños al cantón Pallatanga son comunidades pequeñas con poblaciones no mayores a 100 habitantes, las más cercanas al cantón y de mayor población son: Los Santiagos, Chayaguan, Galan, Galápagos, Jalubi, Gahuin Grande, Gahin Chico, Los Llanos, Las Palmas, La Tigrera, Siete Palos, Balazul, Gipangoto, Guangashi, San Juan y San Francisco de Trigoloma, Sucuso, Bushcud, Las Rosas. Quinual, Yahuarcocha, El Corazón, Chalo, Marcuspamba, Capata, Asacoto, Pilchipamba, San Vicente, San José del Pajon, Huaro, El Olivo, El Cedral, Jesús del Gran Poder, Bayampamba, Sillagoto, El Quinual, El Relleno, La Primavera, Shilili, Siete Capas, San Carlos, Lumapata, San Jorge Alto Y Bajo, Bambacagua, Santa Isabel, Cochapamba, La Morera, Santa Marta, El Guapo, Limón, Chiniuco, Allazamba, Jiménez, Santana Sur y Norte, Palmar, Panza; Panza Redonda; y, Panza Chica. y muchas comunidades que tienen como principal fuente de ingreso la agricultura y ganadería, la agricultura está representada por la producción de fréjol, arveja, maíz, mora, tomate, babaco, limón, naranja, los productos tropicales mayormente cultivados debido a su clima templado y perfecta ubicación geográfica.